# Masterpieces (Bob Dylan)
Masterpieces è una raccolta di canzoni di Bob Dylan. Pubblicato in Giappone e in Australia in previsione del tour imminente del cantante, il disco attraversa tutti i maggiori successi della sua carriera fino a quel punto. Tuttavia, il 3-LP set include un lato del materiale che è stato inedito su qualsiasi album, tra cui Rita May e George Jackson e  una versione outtake di Mixed Up Confusion nonché controversa performance live uscita precedentemente su Self Portrait. È stata ristampata in CD nel 1991 dalla Sony Music (Cat. No. 4624489). Il disco, tuttavia, da molti anni non è stato più ristampato, e oggi le copie rimaste sono ritenute una rarità.

## Le Tracce
Tutte le canzoni sono scritte da Bob Dylan, eccetto dove indicato.

### Disc 1
1. Knockin' on Heaven's Door – 2:30
2. Mr. Tambourine Man – 5:29
3. Just Like a Woman – 4:56
4. I Shall Be Released – 3:05
5. Tears of Rage (da The Basement Tapes) (Dylan, Richard Manuel) – 4:14
6. All Along the Watchtower – 2:32
7. One More Cup of Coffee (Valley Below) (da Desire) – 3:47
8. Like a Rolling Stone (Self Portrait) – 5:17
9. Quinn the Eskimo (The Mighty Quinn)  (Self Portrait) – 2:49
10. Tomorrow Is a Long Time (da Bob Dylan's Greatest Hits Vol. II) – 3:02
11. Lay Lady Lay – 5:00
12. Idiot Wind – 10:06

### Disc 2
1. Mixed-Up Confusion (versione alternativa) – 2:30
2. Positively 4th Street – 3:56
3. Can You Please Crawl Out Your Window? (versione di Biograph) – 3:35
4. Just Like Tom Thumb's Blues (versione live registrata all'Odeon Theatre, Liverpool, il 14 maggio 1966 e incluso sul B-side del singolo del 1966 I Want You) – 5:40
5. Spanish Is the Loving Tongue (B-side del singolo del 1971 Watching the River Flow) – 3:38
6. George Jackson (versione da "Big Band", singolo del 1971) – 5:38
7. Rita May (singolo, 1976) (Dylan, Jacques Levy) – 3:13
8. Blowin' in the Wind – 2:47
9. A Hard Rain's a-Gonna Fall – 6:54
10. The Times They Are a-Changin – 3:16
11. Masters of War – 4:33
12. Hurricane (Dylan, Levy) – 8:36

### Disc 3
1. Maggie's Farm – 5:30
2. Subterranean Homesick Blues – 2:20
3. Ballad of a Thin Man (da Highway 61 Revisited) – 5:57
4. Mozambique (da Desire) (Dylan, Levy) – 3:01
5. This Wheel's on Fire (Rick Danko, Dylan) – 3:52
6. I Want You – 3:09
7. Rainy Day Women No. 12 & 35 – 4:38
8. Don't Think Twice, It's All Right – 3:40
9. Song to Woody – 2:41
10. It Ain't Me Babe – 3:35
11. Love Minus Zero/No Limit – 2:50
12. I'll Be Your Baby Tonight (da John Wesley Harding) – 2:39
13. If Not for You (da New Morning) – 2:44
14. If You See Her, Say Hello (da Blood on the Tracks) – 4:48
15. Sara (da Desire) – 5:31